# دستور إسبانيا 1931
صدر الدستور الإسباني لسنة 1931 من الجمعية التأسيسية في 9 ديسمبر 1931. وهو دستور الجمهورية الإسبانية الثانية (التي أنشأت في 14 أبريل 1931) واستمر ساري المفعول حتى 1 أبريل 1939. وكانت تلك هي الحقبة الثانية للتاريخ الإسباني التي انتخب فيها كل من رئيس الدولة ورئيس الحكومة ديمقراطيا.
وقد أعدت لجنة برئاسة المحامي الكاثوليكي الإصلاحي أنجل أوسوريو غالاردو مشروعها الدستوري، ولكن ذلك المشروع رفضته الجمعية التأسيسية في 9 ديسمبر 1931. ثم وافقت على مسودة معدلة، وأنشأت نظامًا ديمقراطيًا علمانيًا يقوم على المساواة في الحقوق لجميع المواطنين، مع توفير للحكم الذاتي الإقليمي. أدخلت اقتراع المرأة والزواج المدني والطلاق. سمحت للدولة بمصادرة الممتلكات الخاصة مع التعويض لأسباب تتعلق بالمنفعة الاجتماعية الأوسع. كما أنشأت التعليم المجاني والإلزامي والعلماني للجميع وحلت منظومة اليسوعيين.
كانت الجمهورية "تتويجًا لعملية تعبئة جماهيرية معارضة للسياسات الطبقية القديمة." ووفقًا للمؤرخة ماري فينسنت فقد توخى الدستور "نظامًا إصلاحيًا لديه رؤية واضحة وواعية لما يجري في إسبانيا الحديثة وأن الدولة العلمانية التي تعمل وفقًا لسيادة القانون لديها إحساس غير محدد المعالم بالعدالة الاجتماعية ستفتح الطريق أمام هيئة متعلمة من المواطنين للتمتع بالازدهار وبالحرية الأوروبية. ووفقًا لفرانسيس لانون فالملاحظ أن الفقرات المتعلقة بالممتلكات والدين مع تمجيدها لسلطة الدولة وتجاهلها للحقوق المدنية، قد دمرت فعليًا أي احتمال لوجود تطور كاثوليكي أو محافظ أو جمهوري."
وقد انتقدت أكثر القطاعات الدينية شعبيا الدستور باعتباره معاديًا وقمعيًا فيما يتعلق بحقوق الروم الكاثوليك. ومع ذلك فإن الدستور قد منح على نطاق واسع الحريات المدنية. فقد كان التوتر في العلاقات بين الكنيسة والدولة سببًا رئيسيا لانهيار الجمهورية والحرب الأهلية الإسبانية.

## البداية

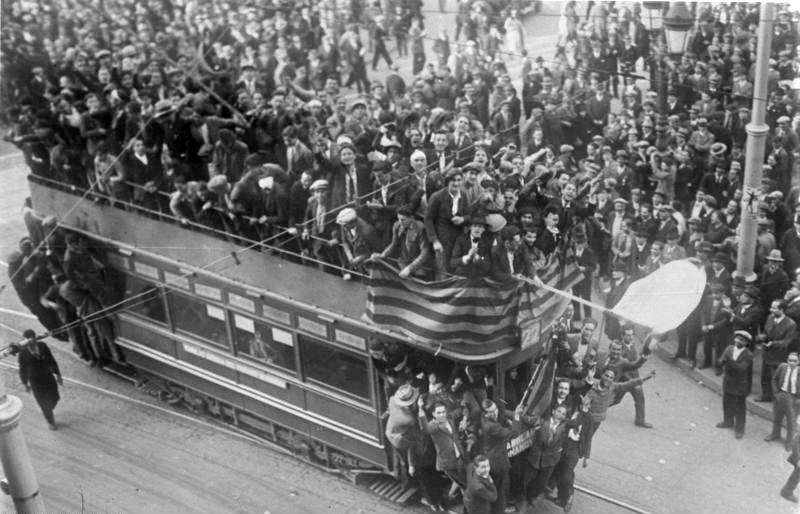
الاحتفالات بإعلان الجمهورية الإسبانية الثانية في 14 أبريل 1931 في برشلونة.

بدأت الجمهورية الثانية في 14 أبريل 1931 بعد رحيل الملك ألفونسو الثالث عشر من إسبانيا، عقب الانتخابات المحلية والبلدية التي فاز فيها المرشحون الجمهوريون بأغلبية الأصوات في المناطق الحضرية. على الرغم من أن ألفونسو لم يتنازل رسمياً عن منصبه إلا أن رحيله من البلاد أدى إلى حكومة مؤقتة بقيادة نيكيتو ألكالا زامورا وانشاء كورتيس تأسيسي لإصدار الدستور الجديد.
جلبت الجمهورية الثانية آمالًا كبيرة للعمال والفلاحين الإسبان، وقد أحرز بعض التقدم لبعض الظروف الاجتماعية مثل تصويت المرأة. أكد رئيس الوزراء مانويل أثانيا أن الكنيسة الكاثوليكية كانت مسؤولة جزئيًا عن ماعتبره الكثيرون تخلف إسبانيا، ودعا إلى إلغاء الامتيازات الخاصة للكنيسة. أراد أثانيا أن تحاكي الجمهورية الإسبانية الثانية الجمهورية الفرنسية الثالثة لماقبل 1914، وأن تجعل التعليم العلماني مجانيًا وإلزاميًا، وبناء أساس لاديني للثقافة والمواطنة الوطنية.

## النصوص

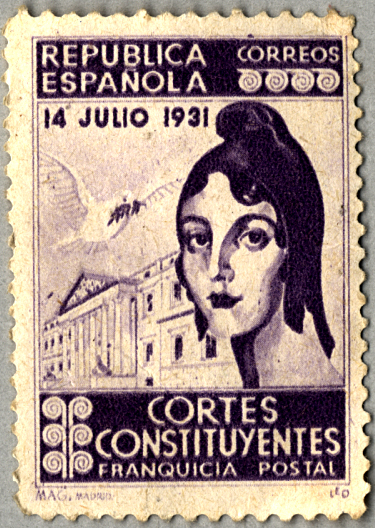
طابع تذكاري للدستور

بعد انتخابات يونيو 1931 وافق البرلمان الجديد على مسودة دستورية معدلة في 9 ديسمبر 1931.
وأعطى الدستور حق المرأة في التصويت والزواج المدني والطلاق. كما أنشأ التعليم المجاني والإلزامي والعلماني للجميع. ومع ذلك قامت بعض القوانين بتأميم ممتلكات الكنيسة الكاثوليكية الرومانية وطلبت من الكنيسة بدفع إيجار مقابل استخدام الممتلكات السابقة. بالإضافة إلى ذلك منعت الحكومة مظاهر الكاثوليكية العامة مثل المواكب في أيام الأعياد الدينية، وحلت الرهبنة اليسوعية وحظرت التعليم الكاثوليكي من خلال منع المجتمعات الدينية للراهبات والكهنة والأخوة من التدريس حتى في المدارس الخاصة. كما جعل الدستور الحق في الملكية خاضعًا للصالح العام، بحيث يمكن تأميمه طالما أمكن تعويض المالك.
يمنح الدستور حرية الدين للجميع بما في ذلك العبادة غير الكاثوليكية في إسبانيا.

### الجوانب السياسية
رئيس الدولة هو رئيس الجمهورية الذي ينتخبه المجمع الانتخابي وهو هيئة انتخابية مؤلفة من أعضاء من السلطة التشريعية ومواطنين منتخبين يطلق عليهم هيئة التسوية (compromisarios) انتخبوا بالاقتراع الشعبي.
الهيئة التشريعية هي البرلمان أو (الكورتيس)، تتألف من أعضاء ينتخبون بالاقتراع الشعبي لمدة 4 سنوات. يمكن تقديم مبادرة شعبية للقانون بناءً على طلب 15 بالمائة من المواطنين مع فرض قيود على المواضيع.
يمارس رئيس الوزراء السلطة التنفيذية ويعينه رئيس الجمهورية والكورتيس وهو الذي يرأس مجلس الوزراء. وكذلك أنشئت محكمة الضمانات الدستورية (Court de Garantías Constitucionales) التي كان عملها يحمي دستورية القوانين وتسوية النزاعات بين سلطات الدولة.
أنشأ التقسيم الإقليمي للمقاطعات وإمكانية توحيد التي لها خصائص ثقافية مشتركة لتنال الاستقلال الذاتي الإقليمي لتكون منطقة موحدة من خلال نظام الحكم الذاتي (Estatuto de Autonomía).

### سحب اعتراف الدولة بامتيازات الكنيسة
بالرغم من أن الدستور منح عمومًا الحريات المدنية شاملة، إلا أنه كان هناك استثناء ملحوظ فيما يتعلق بامتيازات الكنيسة الكاثوليكية والتي اعتبرها البعض ضرورية لمنع تشكيل أغلبية ديمقراطية توسعية. فقد حددت المادتان المثيرتان للجدل 26 و 27 من الدستور سيطرة الدولة على ممتلكات الكنيسة ومنع الجماعات الدينية من ممارسة التعليم. واعتبر هذا الأمر عداء صريح للكنيسة، سواء من جانب مؤيدي الكنيسة أو من جانب مؤيدي الفصل بين الكنيسة والدولة. فصرح أحد دعاة الانفصال خوسيه أورتيجا إي جاسيت "أن المادة التي أباح فيها الدستور تصرفه تجاه الكنيسة تبدو غير لائقة لي." وأدان البابا بيوس الحادي عشر حرمان الحكومة الإسبانية لامتيازات الكنيسة الكاثوليكية في نشرة Dilectissima Nobis (عن اضطهاد كنيسة إسبانيا)."
في أكتوبر 1931 أعلن خوسيه ماريا جيل روبلز المتحدث الرئيسي باسم اليمين البرلماني أن الدستور ميت: «دستور ديكتاتوري باسم الديمقراطية». أراد روبلز استخدام اللقاءات الجماعية "لمنح أنصار اليمين شعوراً بقوتهم وإلى حد مشؤوم تعويدهم على القتال عند الضرورة، من أجل السيطرة على الشارع."
استقال الجمهوريان المحافظان الكاثوليك ألكالا زامورا وميغيل مورا من الحكومة بعد اقرار المادتين المثيرتان للجدل 26 و 27 من الدستور اللتان تجعلان الدولة تسيطر على ممتلكات الكنيسة وتمنع الجماعات الدينية من المساهمة في التعليم.
يصف فرانسيس لانون الدستور بأنه «مثير للانقسام» من حيث المواد المتعلقة بالممتلكات والدين، التي تعطي الأولوية لسلطة الدولة وتتجاهل الحقوق المدنية وتدمر آفاق أي تطور جمهوري-كاثوليكي-محافظ. وبالمثل وافق ستانلي باين على أن الدستور منح عمومًا مجموعة واسعة من الحريات المدنية والتمثيل مع استثناء ملحوظ لحقوق الكاثوليك، وهو ظرف حال دون تشكيل أغلبية ديمقراطية توسعية.
ولأن اليسار المتطرف رأى إصلاح تلك الجوانب من الدستور على أنه غير مقبول على الإطلاق، فقد رأى المعلقون أن الجمهورية التي هي نظام دستوري ديمقراطي محكوم عليها منذ البداية". افترض المعلقون أن هذا النهج العدائي لقضايا الكنيسة والدولة كان سببًا كبيرًا لانهيار الديمقراطية وبدء الحرب الأهلية. ذكر أحد الكتاب القانونيين أن "أكبر خطأ في دستور 1931 وأخطرها هو موقفه العدائي تجاه الكنيسة الكاثوليكية".

### حرية الأقليات الدينية
حاول هذا الدستور تأمين الحرية الدينية للمنظمات الدينية غير الروم الكاثوليك، ووقف تمييز واضطهاد اليهود والبروتستانت. ومع ذلك فقد قيد نظام الدكتاتور فرانكو تلك الحرية، ومنح الكنيسة الكاثوليكية الرومانية وضع الدين الرسمي لإسبانيا وحظر المظاهر الدينية العامة الأخرى.

## وصلات خارجية
- Constitución de la República Española de 1931 (Spanish)
- English Translation of the Constitution of the Spanish Republic (1931)